# Samambula River
Samambula River är ett vattendrag i Fiji.   Det ligger i divisionen Centrala divisionen, i den östra delen av landet, 5 km nordost om huvudstaden Suva.